# Taarnborg (Ribe)
Taarnborg er en fredet renæssancebygning fra 1500-tallet i Puggårdsgade i Ribe. Den er blandt landets bedst bevarede af slagsen.
Et mindre bindingsværkshus, kaldet "Hundehuset", hører også til bygningen. Det stammer fra 1700-tallet og er ligeledes fredet.

## Historie
Taarnborg nævnes allerede i 1440 i bogen Ribes Oldemor, hvor den var i kirkens eje.
Efter reformationen kom bygningen i adelsfamilien Munks eje. De nuværende bygning blev opført i 1570-80, men enkelte af træbjælkerne kan dateres til 1509.
I 1661 beboedes huset af Dr. Ludvig Pouch, søn af Ribes første apoteker.[kilde mangler]
I 1742 blev bygningen indrettet til bispegård for biskoppen ved Ribe Domkirke, der på dette tidspunkt var Hans Adolf Brorson. Han solgte Taarnborg til staten i 1760, men den fortsatte med at være bispegård frem til 1867.
Fra 1907-08 gennemgik Taarnborg en gennemgribende restaurering under arkitekt, professor H.C. Ambergs ledelse. Ved denne restaurering blev de blå skiferplader udskiftet med røde teglsten. Trappetårnet, der elles var blevet nedbrudt i 1821, blev atter opført. Endvidere blev de spidse gavle og spidse murværk over kvistene tilføjet.
Huseret fungerede i flere årtier som byens posthus.[kilde mangler]
I 2001 blev bygningen solgt til Taarnborgfonden, som kort efter videresolgte den til Realdania Byg. som foretog en gennemgribende renovering i 2003-2004. Det skete med støtte fra Ny Carlsbergfondet og Kulturarvsstyrelsen og førte huset tilbage til sit oprindelige udseende.
Det bebos i dag af ægteparret Torben og Bente Bramming og fungerer som privatbolig og Brorsoncenter.

## Beskrivelse
Taarnborg er opført i røde munkesten, der er muret i krydsforbandt. Oprindeligt har taget været af skifer, men det er nu i røde teglsten.
Bygningen er bygget i to etager og har en høj kælder. Gavlene har kamtakker og på midten af nordsiden er et sekskantet trappetårn. Bygningens udseende er blevet omtalt som "arkitektonisk usædvanligt flot gennemarbejdet".
- Mindetavle ud mod Puggårdsgade
- Set fra Bispegades Skole
- Set fra Borgertårnet